# Жовтеньке
Жо́втеньке — село в Україні, у Комишуваській селищній громаді Запорізького району Запорізької області. Населення становить 170 осіб.

## Географія
Село Жовтеньке розташоване на за 38 км від обласного центру, на правому березі річки Кінська, вище за течією на відстані 1 км розташоване село Одарівка, нижче за течією на відстані 3,5 км розташований адміністративний центр селищної громади, на протилежному березі — селище Зарічне. Поруч пролягають автошлях національного значення Н08 (Бориспіль — Запоріжжя — Маріуполь) та залізнична лінія Запоріжжя II — Пологи, на якій розташовані зупинний пункт Платформа 227 км 
та станція Фісаки (за 5 км).

## Історія
Село засноване у 1928 році.
За радянських часів і до 2016 року село мало назву — Червоний Жовтень.
12 червня 2020 року, відповідно до Розпорядження Кабінету Міністрів України від № 713-р «Про визначення адміністративних центрів та затвердження територій територіальних громад Запорізької області», увійшло до складу Комишуваської селищної громади.
19 липня 2020 року, в результаті адміністративно-територіальної реформи та ліквідації Оріхівського району, село увійшло до складу Запорізького району.

## Населення

### Мова
Розподіл населення за рідною мовою за даними перепису 2001 року:
| Мова       | Відсоток |
| ---------- | -------- |
| українська | 87,65%   |
| російська  | 12,35%   |